# Saiful Bari Titu
Saiful Bari Titu, beng. সাইফুল বারী টিটু (ur. 10 września 1969 w Dhace) – banglijski piłkarz, grający na pozycji pomocnika, trener piłkarski.

## Kariera piłkarska

### Kariera klubowa
Występował w miejscowych klubach.

### Kariera reprezentacyjna
W 1993 bronił barw narodowej reprezentacji Bangladeszu.

## Kariera trenerska
Po zakończeniu kariery piłkarskiej rozpoczął karierę szkoleniową. Od 1995 do 2000 trenował klub Dhaka Mohammedan, potem pomagał trenować narodową reprezentację Bangladeszu. Od lutego do września 2010 roku prowadził reprezentację Bangladeszu, a potem ponownie pracował jako asystent w sztabie reprezentacji. Od września do grudnia 2012 powrócił do kierowania reprezentacją Bangladeszu. Potem ponownie pracował w sztabie reprezentacji. W październiku 2014 po raz trzeci stał na czele reprezentacji.